# Нвора, Джордан
Джо́рдан Ифи́ний Нво́ра (англ. Jordan Ifeanyi Nwora; род. 9 сентября 1998 года в Буффало, штат Нью-Йорк, США) — нигерийский и американский профессиональный баскетболист, выступающий за команду «Црвена Звезда». Играет на позициях лёгкого и тяжёлого форварда. На студенческом уровне выступал за команду Луисвиллского университета «Луисвилл Кардиналс». На драфте НБА 2020 года он был выбран под сорок пятым номером командой «Милуоки Бакс».

## Профессиональная карьера

### Милуоки Бакс (2020—2023)
Нвора был выбран под 45-м номером на драфте НБА 2020 года командой «Милуоки Бакс». 24 ноября 2020 года подписал контракт с Милуоки на 2 года. 25 декабря Нвора дебютировал в НБА, выйдя со скамейки запасных, и набрал 7 очков и 1 подбор за 10 минуты в победе над «Голден Стэйт Уорриорз» со счётом 138—99. 6 января 2021 года набрал 11 очков, 4 подбора и 1 перехват за 15 минут в победе над «Детройт Пистонс» со счётом 130—115.

### Индиана Пэйсерс (2023—2024)
9 февраля 2023 года Нвора был обменян в команду «Индиана Пэйсерс» вместе с Джорджем Хиллом и Сержем Ибакой в рамках сделки с участием «Бруклин Нетс» и «Финикс Санз». Нвора присоединился к Тайризу Халибертону, Аарону Несмиту и Джейлену Смиту, выбранным на драфте НБА в 2020 году. Нвора дебютировал в составе «Пэйсерс» 13 февраля, набрав 7 очков, сделав 3 подбора и 2 перехвата в матче с «Ютой Джаз». 25 февраля Нвора набрал 18 очков, 8 подборов и 6 передач в победе над «Орландо Мэджик». 13 марта в матче с «Детройт Пистонс» Нвора набрал 20 очков, сделал 4 подбора и 2 перехвата. 25 марта в проигранном матче с командой «Атланта Хокс» Нвора набрал рекордные для него в «Пэйсерс» 33 очка и добавил шесть подборов. 25 из 33 очков он набрал во 2-й четверти, установив рекорд «Пэйсерс» по количеству очков за четверть в регулярном чемпионате с момента начала отслеживания количества очков за четверть в сезоне НБА 1996/97.

### Торонто Рэпторс (2024)
17 января 2024 года «Пэйсерс» обменяли Нвору, а также Брюса Брауна, Кайру Льюиса-младшего и три пика первого раунда драфта в «Торонто Рэпторс» на Паскаля Сиакама. В сезоне-2023/24 в составе «Рэпторс» Джордан провел 34 матча, набирая 7,9 очка, 3,4 подбора и 1,3 передачи в среднем за игру.

### Анадолу Эфес (2024—2025)
5 августа 2024 года Нвора подписал контракт с турецким клубом «Анадолу Эфес» по схеме 1+1.

### Црвена звезда (2025—настоящее время)
8 июля 2025 года Нвора подписал контракт с сербским клубом «Црвена Звезда».

## Карьера в национальной сборной
Нвора был вызван в сборную Нигерию на отборочный турнир Кубка мира ФИБА 2019 года с 28 по 30 июня 2018 года своим отцом Александром Нворой, который является главным тренером команды. На турнире Нвора набирал в среднем 21,7 очка, 8 подборов и 2,7 передачи. Во время отборочного турнира Кубка мира ФИБА 2019 года в Лагосе Нвора набрал 36 очков в игре против Мали, став самым результативным игроком Нигерии за всю историю, побив рекорд Ике Диогу (31 очко).
Нвора набрал 33 очка в матче с Германией в предварительном раунде Олимпийских игр 2020 года в Токио. Он возглавил список лучших игроков Нигерии на турнире, набирая в среднем 21 очко за игру.

## Статистика

### Статистика в НБА
| Сезон                                                                                    | Команда | Регулярный сезон | Регулярный сезон | Регулярный сезон | Регулярный сезон | Регулярный сезон | Регулярный сезон | Регулярный сезон | Регулярный сезон | Регулярный сезон | Регулярный сезон | Регулярный сезон | Серия плей-офф | Серия плей-офф | Серия плей-офф | Серия плей-офф | Серия плей-офф | Серия плей-офф | Серия плей-офф | Серия плей-офф | Серия плей-офф | Серия плей-офф | Серия плей-офф |
| Сезон                                                                                    | Команда | GP               | GS               | MPG              | FG%              | 3P%              | FT%              | RPG              | APG              | SPG              | BPG              | PPG              | GP             | GS             | MPG            | FG%            | 3P%            | FT%            | RPG            | APG            | SPG            | BPG            | PPG            |
| ---------------------------------------------------------------------------------------- | ------- | ---------------- | ---------------- | ---------------- | ---------------- | ---------------- | ---------------- | ---------------- | ---------------- | ---------------- | ---------------- | ---------------- | -------------- | -------------- | -------------- | -------------- | -------------- | -------------- | -------------- | -------------- | -------------- | -------------- | -------------- |
| 2020/21                                                                                  | Милуоки | 30               | 2                | 9,1              | 45,9             | 45,2             | 76,0             | 2,0              | 0,2              | 0,5              | 0,2              | 5,7              | 5              | 0              | 6,2            | 22,2           | 25,0           | 71,4           | 1,8            | 0,2            | 0,0            | 0,2            | 3,0            |
| 2021/22                                                                                  | Милуоки | 62               | 13               | 19,1             | 40,3             | 34,8             | 83,7             | 3,6              | 1,0              | 0,4              | 0,3              | 7,9              | 8              | 0              | 2,5            | 22,2           | 0,0            | 0,0            | 0,4            | 0,3            | 0,0            | 0,0            | 0,5            |
| 2022/23                                                                                  | Милуоки | 38               | 3                | 15,7             | 38,6             | 39,2             | 86,0             | 3,1              | 1,0              | 0,3              | 0,2              | 6,0              | Не участвовал  | Не участвовал  | Не участвовал  | Не участвовал  | Не участвовал  | Не участвовал  | Не участвовал  | Не участвовал  | Не участвовал  | Не участвовал  | Не участвовал  |
| 2022/23                                                                                  | Индиана | 24               | 11               | 24,6             | 47,6             | 42,2             | 72,1             | 4,7              | 2,1              | 0,5              | 0,3              | 13,0             | Не участвовал  | Не участвовал  | Не участвовал  | Не участвовал  | Не участвовал  | Не участвовал  | Не участвовал  | Не участвовал  | Не участвовал  | Не участвовал  | Не участвовал  |
| 2023/24                                                                                  | Индиана | 18               | 0                | 10,1             | 45,1             | 30,6             | 81,8             | 1,8              | 1,0              | 0,3              | 0,1              | 5,2              | Не участвовал  | Не участвовал  | Не участвовал  | Не участвовал  | Не участвовал  | Не участвовал  | Не участвовал  | Не участвовал  | Не участвовал  | Не участвовал  | Не участвовал  |
| 2023/24                                                                                  | Торонто | 34               | 1                | 15,6             | 46,5             | 34,7             | 83,3             | 3,4              | 1,3              | 0,6              | 0,4              | 7,9              | Не участвовал  | Не участвовал  | Не участвовал  | Не участвовал  | Не участвовал  | Не участвовал  | Не участвовал  | Не участвовал  | Не участвовал  | Не участвовал  | Не участвовал  |
|                                                                                          | Всего   | 206              | 30               | 16,3             | 43,3             | 37,6             | 80,7             | 3,2              | 1,0              | 0,4              | 0,2              | 7,6              | 13             | 0              | 3,9            | 22,2           | 16,7           | 55,6           | 0,9            | 0,2            | 0,0            | 0,1            | 1,5            |
| Наведите курсор мыши на аббревиатуры в заголовке таблицы, чтобы прочесть их расшифровку. |         |                  |                  |                  |                  |                  |                  |                  |                  |                  |                  |                  |                |                |                |                |                |                |                |                |                |                |                |

### Статистика в Джи-Лиге
| Сезон                                                                                    | Команда              | Регулярный сезон | Регулярный сезон | Регулярный сезон | Регулярный сезон | Регулярный сезон | Регулярный сезон | Регулярный сезон | Регулярный сезон | Регулярный сезон | Регулярный сезон | Регулярный сезон | Серия плей-офф | Серия плей-офф | Серия плей-офф | Серия плей-офф | Серия плей-офф | Серия плей-офф | Серия плей-офф | Серия плей-офф | Серия плей-офф | Серия плей-офф | Серия плей-офф |
| Сезон                                                                                    | Команда              | GP               | GS               | MPG              | FG%              | 3P%              | FT%              | RPG              | APG              | SPG              | BPG              | PPG              | GP             | GS             | MPG            | FG%            | 3P%            | FT%            | RPG            | APG            | SPG            | BPG            | PPG            |
| ---------------------------------------------------------------------------------------- | -------------------- | ---------------- | ---------------- | ---------------- | ---------------- | ---------------- | ---------------- | ---------------- | ---------------- | ---------------- | ---------------- | ---------------- | -------------- | -------------- | -------------- | -------------- | -------------- | -------------- | -------------- | -------------- | -------------- | -------------- | -------------- |
| 2020/21                                                                                  | Солт-Лейк-Сити Старз | 1                | 0                | 23,7             | 64,3             | 60,0             | 75,0             | 4,0              | 1,0              | 1,0              | 0,0              | 26,0             | Не участвовал  | Не участвовал  | Не участвовал  | Не участвовал  | Не участвовал  | Не участвовал  | Не участвовал  | Не участвовал  | Не участвовал  | Не участвовал  | Не участвовал  |
| 2021/22                                                                                  | Висконсин Херд       | 3                | 3                | 29,1             | 43,3             | 38,1             | 81,8             | 7,3              | 3,0              | 0,3              | 1,0              | 24,7             | Не участвовал  | Не участвовал  | Не участвовал  | Не участвовал  | Не участвовал  | Не участвовал  | Не участвовал  | Не участвовал  | Не участвовал  | Не участвовал  | Не участвовал  |
|                                                                                          | Всего                | 4                | 3                | 27,8             | 47,3             | 42,3             | 80,0             | 6,5              | 2,5              | 0,5              | 0,8              | 25,0             | Не участвовал  | Не участвовал  | Не участвовал  | Не участвовал  | Не участвовал  | Не участвовал  | Не участвовал  | Не участвовал  | Не участвовал  | Не участвовал  | Не участвовал  |
| Наведите курсор мыши на аббревиатуры в заголовке таблицы, чтобы прочесть их расшифровку. |                      |                  |                  |                  |                  |                  |                  |                  |                  |                  |                  |                  |                |                |                |                |                |                |                |                |                |                |                |

### Статистика в NCAA
| Сезон | Команда  | Conf  | Class | GP | GS | MPG  | FG%  | 3P%  | FT%  | RPG | APG | SPG | BPG | PPG  |
| --- | -------- | ----- | ----- | -- | -- | ---- | ---- | ---- | ---- | --- | --- | --- | --- | ---- |
| 2017/18 | Луисвилл | ACC   | FR    | 28 | 0  | 12,0 | 46,4 | 43,9 | 76,9 | 2,2 | 0,4 | 0,6 | 0,1 | 5,7  |
| 2018/19 | Луисвилл | ACC   | SO    | 34 | 29 | 31,9 | 44,6 | 37,4 | 76,5 | 7,6 | 1,3 | 0,9 | 0,4 | 17,0 |
| 2019/20 | Луисвилл | ACC   | JR    | 31 | 30 | 33,1 | 44,0 | 40,2 | 81,3 | 7,7 | 1,3 | 0,7 | 0,3 | 18,0 |
| Всего | Всего    | Всего | Всего | 93 | 59 | 26,3 | 44,5 | 39,4 | 78,5 | 6,0 | 1,0 | 0,8 | 0,2 | 13,9 |
| Наведите курсор мыши на аббревиатуры в заголовке таблицы, чтобы прочесть их расшифровку Статистика приведена с сайта sports-reference.com |          |       |       |    |    |      |      |      |      |     |     |     |     |      |